# Petaloctenus songan
Petaloctenus songan là một loài nhện trong họ Ctenidae.
Loài này thuộc chi Petaloctenus. Petaloctenus songan được miêu tả năm 1997 bởi Rudy Jocqué & Steyn.